# ワルミ大橋

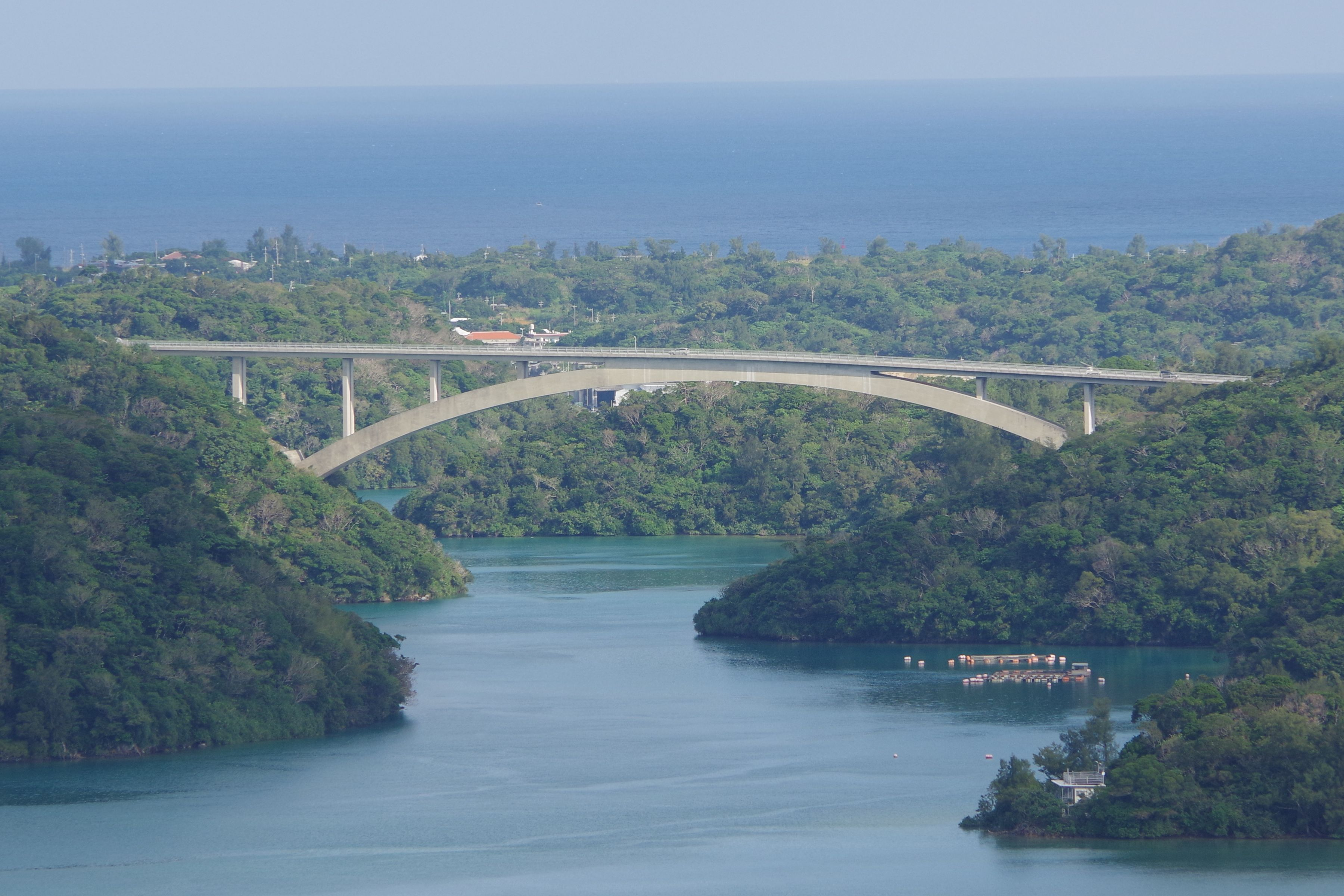
ワルミ海峡とワルミ大橋、嵐山展望台より撮影。

ワルミ大橋（ワルミおおはし）は、沖縄県の屋我地島（名護市我部）と本部半島（国頭郡今帰仁村天底）との間のワルミ海峡に架かる橋である。

## 概要
橋長315.0メートル、アーチ支間210.0メートルの上路式RC固定アーチ橋で、沖縄県道248号屋我地仲宗根線の一部を構成する。2010年（平成22年）12月18日に開通した。合成鋼管アーチ巻立工法によるアーチ橋としては日本国内で最長、アーチ橋としても日本国内で5番目の長さの橋梁である。
ワルミ海峡（ワルミ水路）は、屋我地島の西側で東シナ海と羽地内海とを隔てる海峡で、本部半島と屋我地島に挟まれている。この海峡は運天港の一部で、荒天時の避難泊地である羽地内海に出入りする船舶が通過する。ワルミ大橋の下に2,000トン級の船舶を通すために、橋の構造としては上路式アーチが採用された。クリアランス高さは37.2メートルである。
ワルミ大橋の発注者は沖縄県、設計者は建設技術研究所・中央建設コンサルタント（本社：浦添市）の共同企業体、施工者は錢高組・竹中土木・國場組の共同企業体である。ワルミ大橋の工事費用は45億円で、県道248号屋我地仲宗根線全体の整備にかかる費用は80億円である。
ワルミ大橋は、2005年（平成17年）開通の古宇利大橋とセットでの整備が予定されていたが、用地取得問題で着工が大きく遅れた。2009年（平成21年）12月8日に連結式が行われた。2010年（平成22年）12月18日、開通式が行われ、橋は午後5時から一般に開放された。
2011年（平成23年）6月10日に公益社団法人日本コンクリート工学会作品賞を受賞している。